# FK Zeta Golubovci
El FK Zeta Golubovci és un club de futbol montenegrí de la ciutat de Golubovci, un suburbi de Podgorica.

## Història
El club va ser fundat l'any 1927 amb el nom de FK Danica. El 1945 fou reanomenat FK Napredak. El 1955 adoptà el nom de FK Zeta.

## Palmarès
- Lliga montenegrina de futbol:[2]
  - 2006–07

- Segona divisió iugoslava de futbol: 
  - 1999–00

- Lliga de Montenegro (Iugoslàvia): 
  - 1997-98

- Copa de Montenegro (Iugoslàvia): 
  - 1998-99, 1999-00